# Josslyn Pennington
Pour les articles homonymes, voir Pennington.
Josslyn Francis Pennington (25 décembre 1834 – 30 mars 1917), 5e baron Muncaster, est un militaire et un homme politique conservateur britannique. 

## Famille
Josslyn Pennington est le troisième fils d’Augustus John Pennington, troisième baron Muncaster, et de son épouse Frances Catherine, fille de John Ramsden, 4e baronnet.
En 1863, il épouse Constance L’Estrange, fille d’Edmund L’Estrange. Le couple n’a pas d’enfant et, à la mort du baron en 1917, ses titres s’éteignent.

## Biographie
Josslyn Pennington suit une formation militaire et devient capitaine dans la Rifle brigade, ce qui le conduit à servir durant la Guerre de Crimée.
En 1862, Josslyn succède à son frère aîné à la tête de la baronnie de Muncaster. Comme il s’agit là d’une baronnie irlandaise, le titre n’ouvre pas droit à un siège à la Chambre des lords et le nouveau Lord Muncaster se présente donc à la Chambre des communes, où il est élu député pour la circonscription de West Cumberland en 1872. Lord Muncaster conserve ce siège jusqu’en 1880 mais, en 1885, il est élu député de la circonscription d’Egremont, poste qu’il conserve jusqu’en 1892. Entre 1876 et 1917, le baron Muncaster est également Lord-Lieutenant de Cumberland. Enfin, en 1898, le baron Muncaster intègre la Chambre des lords.
Durant un voyage en Grèce en 1870, Lord et Lady Muncaster sont pris en otage avec des amis par un groupe de klephtes alors qu’ils se dirigent vers le site de Marathon. Le couple d’aristocrates est libéré mais plusieurs de leurs compagnons sont assassinés par les brigands. L’événement donne lieu à une importante vague de mishellénisme dans la presse britannique.